# Augspurg-Heymann-Preis
Der Augspurg-Heymann-Preis wurde zur Förderung der Sichtbarkeit von lesbischen Frauen von 2009 bis 2015 jährlich von der Landesarbeitsgemeinschaft Lesben in Nordrhein-Westfalen an couragierte lesbische Frauen verliehen.
Er wurde nach Anita Augspurg und ihrer Partnerin Lida Gustava Heymann benannt. Beide sind im Zuge der ersten Frauenbewegung von 1890 bis zu ihrem Tod 1943 für die Frauenrechte – unter anderem für das allgemeine Wahlrecht – eingetreten. Die Preisskulptur, eine Doppelfigurine aus Holz mit dem Namen „Wächterin“, wurde von der Künstlerin Amsel-Gerlinde Korn geschaffen.
Im November 2015 hat die LAG Lesben in NRW entschieden, den Preis für couragierte Lesben nicht mehr nach Augspurg und Heymann zu benennen, nachdem bekannt wurde, dass Heymann 1907 auf einer Veranstaltung des Verbandes Fortschrittlicher Frauenvereine in Frankfurt am Main gesagt haben soll, dass man sich nicht scheuen dürfe, „Gesetze für die Vernichtung körperlicher und geistiger Krüppel“ zu verlassen. 2017 wurde der Name in CouLe Preis für Couragierte Lesben geändert.

## Preisträgerinnen
- 2009 – Mirjam Müntefering, Journalistin und Schriftstellerin
- 2010 – Maren Kroymann, Schauspielerin
- 2011 – Tanja Walther-Ahrens, Bundesliga-Fußballspielerin und Sportwissenschaftlerin
- 2012 – Inge von Bönninghausen, Journalistin
- 2013 – Susanne Baer, Verfassungsrichterin
- 2014 – Maria Beckermann, Frauenärztin und Psychotherapeutin
- 2015 – Gudrun Fertig und Manuela Kay, Verlegerinnen bei Special Media SDL
- 2017 – María do Mar Castro Varela, Diplompsychologin, Diplompädagogin und Politologin
- 2018 – Constance Ohms, Soziologin, Pionierin auf dem Gebiet Gewalt und Aggression von Frauen
- 2019 – Ingeborg Boxhammer und Christiane Leidinger, Betreiberinnen des Portals lesbengeschichte.org
- 2021 – Imke Duplitzer, Degenfechterin
- 2022 – Marlis Bredehorst (Ehrenpreis, postum), NRW-Politikerin
- 2023 – Saideh Saadat-Lendle, Pionierin der Unterstützungsarbeit für LSBTIQ* of Color